# 栃司哲史
栃司 哲史（とちつかさ てつお、1958年4月25日 - ）は、愛知県名古屋市中川区出身で春日野部屋に所属した大相撲力士。本名は後藤 哲雄（ごとう てつお）。最高位は西関脇（1988年1月場所）。現役時代の体格は180cm、159kg。得意手は突き、押し、突き落とし、いなし、叩き。
現在は、年寄・入間川として、雷部屋（出羽海一門）の部屋付き親方を務めている。

## 来歴・人物
実家は「有限会社 後藤クレーン」という建設会社であり、2013年時点で現存している。
幼少よりスポーツ万能で、小学校の頃は水泳の大会などで優勝したが、中京中学校に入学すると相撲部に入部した。
中京中学校では全国中学校相撲選手権大会で優勝して中学生横綱に輝く等の優秀な成績を収め、その後、中京高等学校（現在の中京大学附属中京高等学校）を経て日本大学に進学した。
しかし同大学の相撲部では、全国学生相撲選手権大会準優勝という成績はあったものの、個人タイトル獲得は1個のみとやや不完全燃焼であった。
大学卒業直前の1981年1月、春日野部屋へ入門。同年3月場所に於いて、幕下付出で初土俵を踏んだ（同期には、大学時代の同期生でもある後の十両・花ノ藤や後の前頭・豊ノ海、同・鬼雷砲らがいた）。
以来順調に出世し、1982年1月場所で十両昇進、1983年9月場所では入幕を果たした。
突き押しに徹した相撲で幕内で活躍し、突き押しからのいなし、突き落とし、叩きもうまく決まった。立合いに突進力があり、横綱・隆の里を土俵に這わせた事もある。1986年9月場所ではこの場所14勝1敗で優勝した横綱・千代の富士を押し出しで破り、唯一の土を付けた。1987年11月場所で10勝5敗を挙げて翌場所の1988年1月場所には関脇に昇進。
1992年5月場所、東十両9枚目の地位で4勝8敗と負け越しが決まった12日目限りで現役引退を発表。その後は年寄・入間川を襲名し、暫くは春日野部屋付きの親方として後輩達を指導していた。
しかし翌年1月に、同部屋から独立し、入間川部屋を創設。前頭・皇司や同・燁司などを育てた。
ちなみに、長男の後藤良太はかつて埼玉栄高校の相撲部に所属しており、軽量級を中心に活躍していた。
同じ関脇を最高位としながら寺尾には相性が悪く、幕内昇進前も含め13戦全敗と一方的に負けている。その一方で、大関・若嶋津には強く、5勝1敗と得意にしていた。大関・横綱時の大乃国に対しても3勝6敗、大関時の小錦に対しては2勝3敗と健闘している。
1991年3月場所では、西十両筆頭で9勝6敗と勝ち越しながらも、再入幕を見送られるという珍しい事があった。これは幕内下位で負け越したのは1人だけだった事と、東十両筆頭にいた両国が9勝6敗と同じ成績を残し彼が優先されたためで、自身は東十両筆頭に回るにとどまった。
同年9月場所では10勝5敗と勝ち越し、翌場所で返り入幕を果たす。この時花道でガッツポーズを取っていた姿が、NHKの大相撲中継で放送された。
入間川部屋の名古屋場所に於ける宿舎は、名古屋市中川区にある実家の敷地を利用しており、稽古場はその隣にある。日本大学相撲部の後輩に当たる皇司、燁司や、磋牙司、将司ら4人を幕内力士へと育て上げ、協会では審判委員を務めるなどしていたが、2011年に弟子の幕内・将司、幕下・恵那司（いずれも最高位）が大相撲八百長問題に関与していた監督責任で委員から主任へ1階級降格処分を受けた。2012年4月に委員に復帰し、2018年5月現在は役員以外の親方衆で構成される年寄会の会長を務めている。
2020年7月場所中、娘の職場で2019新型コロナウイルスの陽性者が出たことを受けて、新型コロナウイルスの抗原検査を受けたことが明かされた(結果は陰性)。
2022年3月30日に発表された職務分掌により、役員待遇委員に任命されたことが明らかとなった。
2023年4月の自身の停年を前に、同年2月1日付で部屋付きの17代雷（元小結・垣添）と師匠を交代し、名称を雷部屋に変更。同部屋付きの親方となった。
同年5月場所中の停年会見では思い出の取組として1984年7月場所10日目の隆の里から金星を獲得した1番を挙げている。停年後は再雇用制度を利用。

## 主な戦績
- 通算成績：465勝448敗25休 勝率.509
- 幕内成績：206勝249敗25休 勝率.453
- 現役在位：68場所
- 幕内在位：32場所
- 三役在位：4場所（関脇1場所、小結3場所）
- 三賞：2回
  - 敢闘賞：1回（1984年5月場所）
  - 技能賞：1回（1987年11月場所）
- 金星：3個（隆の里1個、千代の富士1個、北勝海1個）
- 各段優勝
  - 十両優勝：2回（1989年1月場所、同年7月場所）

- 対横綱戦：4勝15敗（隆の里・千代の富士・北勝海・大乃国に各1勝）
- 対大関戦：14勝32敗（若嶋津5勝、大乃国・朝潮・北天佑・小錦2勝、旭富士1勝）

### 場所別成績
| | 一月場所 初場所（東京） | 三月場所 春場所（大阪） | 五月場所 夏場所（東京） | 七月場所 名古屋場所（愛知） | 九月場所 秋場所（東京） | 十一月場所 九州場所（福岡） |
| --- | ----------------------- | ----------------------- | ----------------------- | --------------------------- | ----------------------- | --------------------------- |
| 1981年 （昭和56年） | x                       | 幕下付出60枚目 6–1      | 東幕下30枚目 5–2        | 東幕下17枚目 4–3            | 西幕下13枚目 5–2        | 東幕下4枚目 4–3             |
| 1982年 （昭和57年） | 東十両13枚目 7–8        | 西幕下筆頭 3–4          | 西幕下5枚目 5–2         | 東幕下筆頭 3–4              | 東幕下7枚目 4–3         | 東幕下5枚目 5–2             |
| 1983年 （昭和58年） | 西十両12枚目 9–6        | 東十両9枚目 8–7         | 東十両5枚目 9–6         | 西十両筆頭 8–7              | 東前頭13枚目 7–8        | 西十両2枚目 9–6             |
| 1984年 （昭和59年） | 東前頭14枚目 9–6        | 西前頭8枚目 7–8         | 東前頭9枚目 10–5 敢     | 西前頭筆頭 3–12 ★           | 東前頭13枚目 5–10       | 東十両5枚目 8–7             |
| 1985年 （昭和60年） | 西十両4枚目 8–7         | 東十両2枚目 8–7         | 東十両筆頭 10–5         | 西前頭13枚目 6–9            | 西十両3枚目 8–7         | 東十両3枚目 10–5            |
| 1986年 （昭和61年） | 東十両筆頭 9–6          | 東前頭12枚目 9–6        | 東前頭5枚目 8–7         | 西小結 4–11                 | 東前頭3枚目 7–8 ★       | 東前頭4枚目 8–7             |
| 1987年 （昭和62年） | 西小結 7–8              | 東前頭筆頭 5–10         | 東前頭6枚目 7–8         | 西前頭6枚目 6–9             | 西前頭11枚目 8–7        | 東前頭6枚目 10–5 技         |
| 1988年 （昭和63年） | 西関脇 7–8              | 西小結 5–10             | 東前頭4枚目 5–10        | 西前頭8枚目 6–9             | 西前頭13枚目 4–4–7      | 東十両5枚目 7–8             |
| 1989年 （平成元年） | 西十両5枚目 優勝 11–4   | 東十両筆頭 8–7          | 東前頭14枚目 6–6–3      | 東十両2枚目 優勝 12–3       | 東前頭13枚目 9–6        | 西前頭7枚目 8–7             |
| 1990年 （平成2年） | 東前頭2枚目 4–11 ★      | 東前頭10枚目 7–8        | 西前頭11枚目 8–7        | 東前頭8枚目 9–6             | 西前頭2枚目 休場 0–0–15 | 東十両筆頭 7–8              |
| 1991年 （平成3年） | 東十両3枚目 8–7         | 西十両筆頭 9–6          | 東十両筆頭 6–9          | 東十両5枚目 9–6             | 東十両筆頭 10–5         | 東前頭11枚目 2–13           |
| 1992年 （平成4年） | 西十両6枚目 8–7         | 西十両4枚目 5–10        | 東十両9枚目 引退 4–9–0  | x                           | x                       | x                           |
| 各欄の数字は、「勝ち-負け-休場」を示す。 優勝 引退 休場 十両 幕下 三賞：敢=敢闘賞、殊=殊勲賞、技=技能賞 その他：★=金星 番付階級：幕内 - 十両 - 幕下 - 三段目 - 序二段 - 序ノ口 幕内序列：横綱 - 大関 - 関脇 - 小結 - 前頭（「#数字」は各位内の序列） |                         |                         |                         |                             |                         |                             |

## 幕内対戦成績
| 力士名   | 勝数 | 負数 | 力士名     | 勝数 | 負数  | 力士名   | 勝数 | 負数 | 力士名   | 勝数 | 負数 |
| -------- | ---- | ---- | ---------- | ---- | ----- | -------- | ---- | ---- | -------- | ---- | ---- |
| 青葉城   | 2    | 3    | 安芸ノ島   | 0    | 1     | 朝潮     | 2    | 10   | 旭里     | 1    | 1    |
| 旭富士   | 2    | 8    | 天ノ山     | 2    | 1     | 板井     | 5    | 5    | 恵那櫻   | 7    | 2    |
| 大潮     | 2    | 0    | 巨砲       | 4    | 6     | 大錦     | 4    | 0    | 大乃国   | 3    | 6    |
| 大豊     | 2    | 1    | 大若松     | 1    | 0     | 小城ノ花 | 1    | 1    | 魁輝     | 3    | 4    |
| 春日富士 | 1    | 1    | 北勝鬨     | 2    | 0     | 騏ノ嵐   | 4    | 1    | 旭道山   | 2    | 3    |
| 霧島     | 5    | 5    | 起利錦     | 5    | 1     | 麒麟児   | 7    | 2    | 久島海   | 0    | 3    |
| 蔵間     | 4    | 1    | 高望山     | 5    | 6     | 琴稲妻   | 5    | 3(1) | 琴ヶ梅   | 2    | 8    |
| 琴風     | 0    | 1    | 琴千歳     | 0    | 1     | 琴椿     | 0    | 1    | 琴錦     | 2    | 4    |
| 琴の若   | 0    | 1    | 琴富士     | 1    | 4     | 小錦     | 3    | 6    | 駒不動   | 1    | 0    |
| 斉須     | 2    | 1    | 逆鉾       | 7    | 7     | 佐田の海 | 4    | 1    | 薩洲洋   | 5    | 4    |
| 陣岳     | 4    | 9    | 太寿山     | 3    | 6     | 大徹     | 8    | 3    | 隆の里   | 1    | 0    |
| 孝乃富士 | 6    | 5    | 隆三杉     | 5    | 11(1) | 高見山   | 2    | 0    | 多賀竜   | 6    | 4    |
| 玉龍     | 4    | 1    | 千代の富士 | 1    | 7     | 寺尾     | 0    | 9    | 出羽の花 | 2    | 6    |
| 闘竜     | 3    | 5    | 巴富士     | 0    | 1     | 豊ノ海   | 1    | 3    | 南海龍   | 1    | 2    |
| 花乃湖   | 3    | 1    | 花ノ国     | 2    | 4     | 飛騨乃花 | 1    | 2    | 富士櫻   | 0    | 1    |
| 藤ノ川   | 4    | 0    | 富士乃真   | 6    | 0     | 双羽黒   | 0    | 5    | 鳳凰     | 2    | 2    |
| 北天佑   | 2    | 7    | 北勝海     | 2    | 7     | 前乃臻   | 1    | 0    | 益荒雄   | 2    | 2    |
| 三杉磯   | 2    | 0    | 三杉里     | 3    | 1     | 水戸泉   | 2    | 6    | 両国     | 1    | 7    |
| 若嶋津   | 5    | 1    | 若瀬川     | 4    | 4     | 若の富士 | 1    | 1    |          |      |      |

## 年寄変遷
- 入間川 哲雄（いるまがわ てつお）1992年5月-